# Чехословацкая волчья собака
Чехословацкая волчья собака, или чехословацкий влчак (чеш. československý vlčák, словац. československý vlčiak), — порода собак, возникшая в результате эксперимента, проведенного в 1955 году в Чехословакии. Первоначально скрестили 48 немецких овчарок рабочих линий с четырьмя карпатскими волками. Целью было создание породы с темпераментом, стайным инстинктом и обучаемостью немецкой овчарки и силой, строением и выносливостью карпатского волка. Порода выводилась для участия в войсковых спецоперациях, но впоследствии использовалась в поисково-спасательной и защитно-караульной службе, для следовой и пастушьей работы, охоты, спортивных соревнований по аджилити, обидиенс, буксировке. Официально признана в качестве национальной породы в Чехословакии в 1982 году, в 1999 году признана Международной кинологической федерацией.

## Внешний вид
Общим строением корпуса и шерстью чехословацкий влчак напоминает волка. Минимальная высота в холке 65 см для кобелей и 60 см для сук, верхний предел высоты в холке не установлен. Корпус прямоугольной формы, соотношение высоты в холке к длине корпуса 9:10 или меньше. Как правило, кобели весят около 25 кг, суки — около 20 кг. Голова и выражение имеют ярко выраженный половой тип. Характерной особенностью являются косо поставленные глаза цвета янтаря и небольшие стоячие треугольные уши. Челюсти очень сильные, с полным набором зубов, приемлемы ножницеобразный и прямой прикус. Позвоночник прямой, крепкий в движении, с короткой поясницей. Грудь большая, скорее плоская, чем округлая. Живот крепкий и подтянутый. Круп короткий, слегка наклонный, хвост высоко посажен, в свободном состоянии опущен и достает до плюсны. Передние конечности прямые, узко поставленные, лапы слегка развёрнуты, предплечье и пясть длинные. Задние конечности мускулистые, голень и плюсна длинные.
Окрас зонарный, от жёлто-серого до серебристо-серого, с небольшой маской. Шерсть прямая, хорошо прилегающая и очень плотная.
Типичный аллюр чехословацкого влчака — кентер. Движения собаки легкие и гармоничные, шаги длинные.

## Темперамент

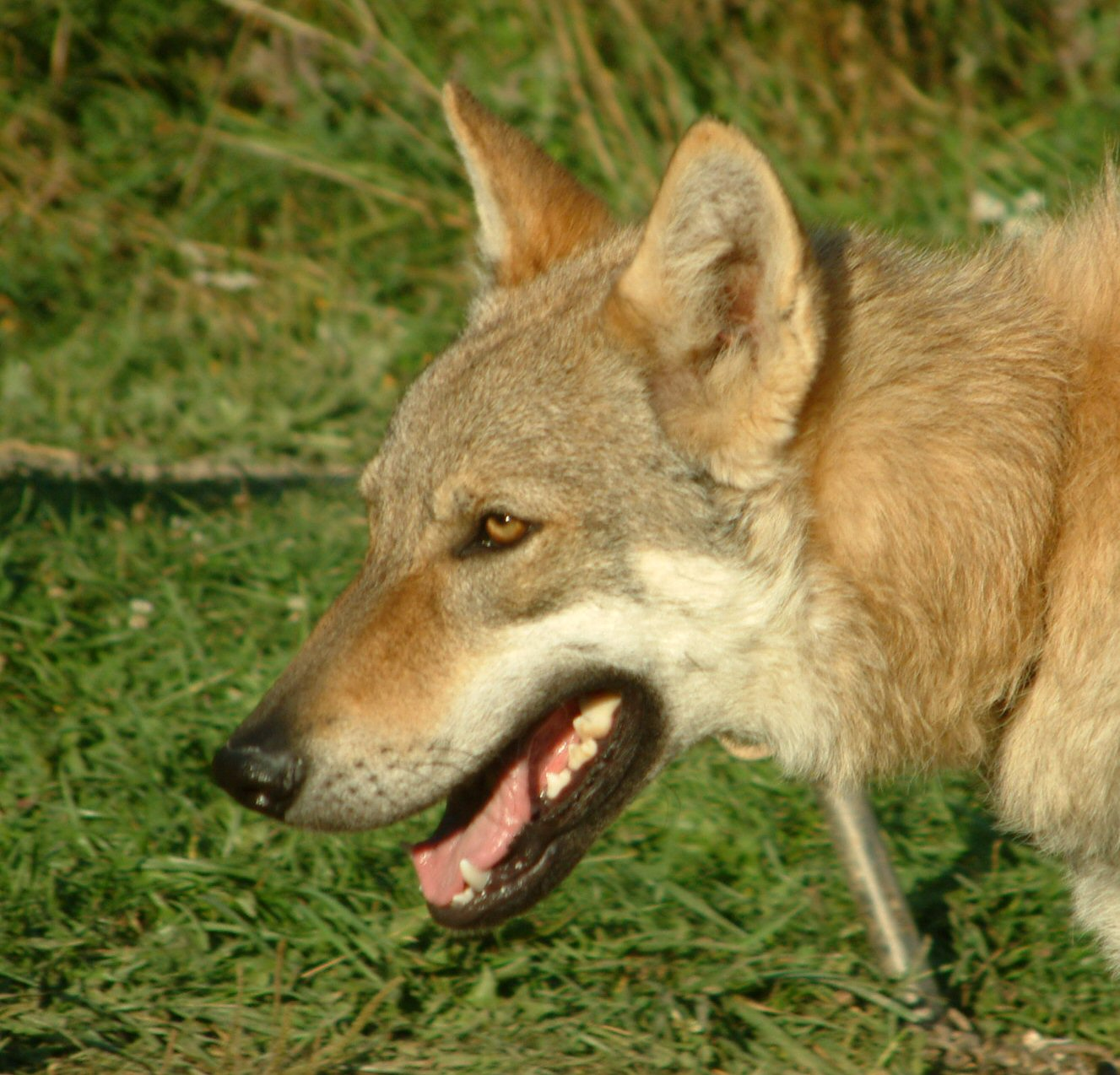
Голова молодого кобеля

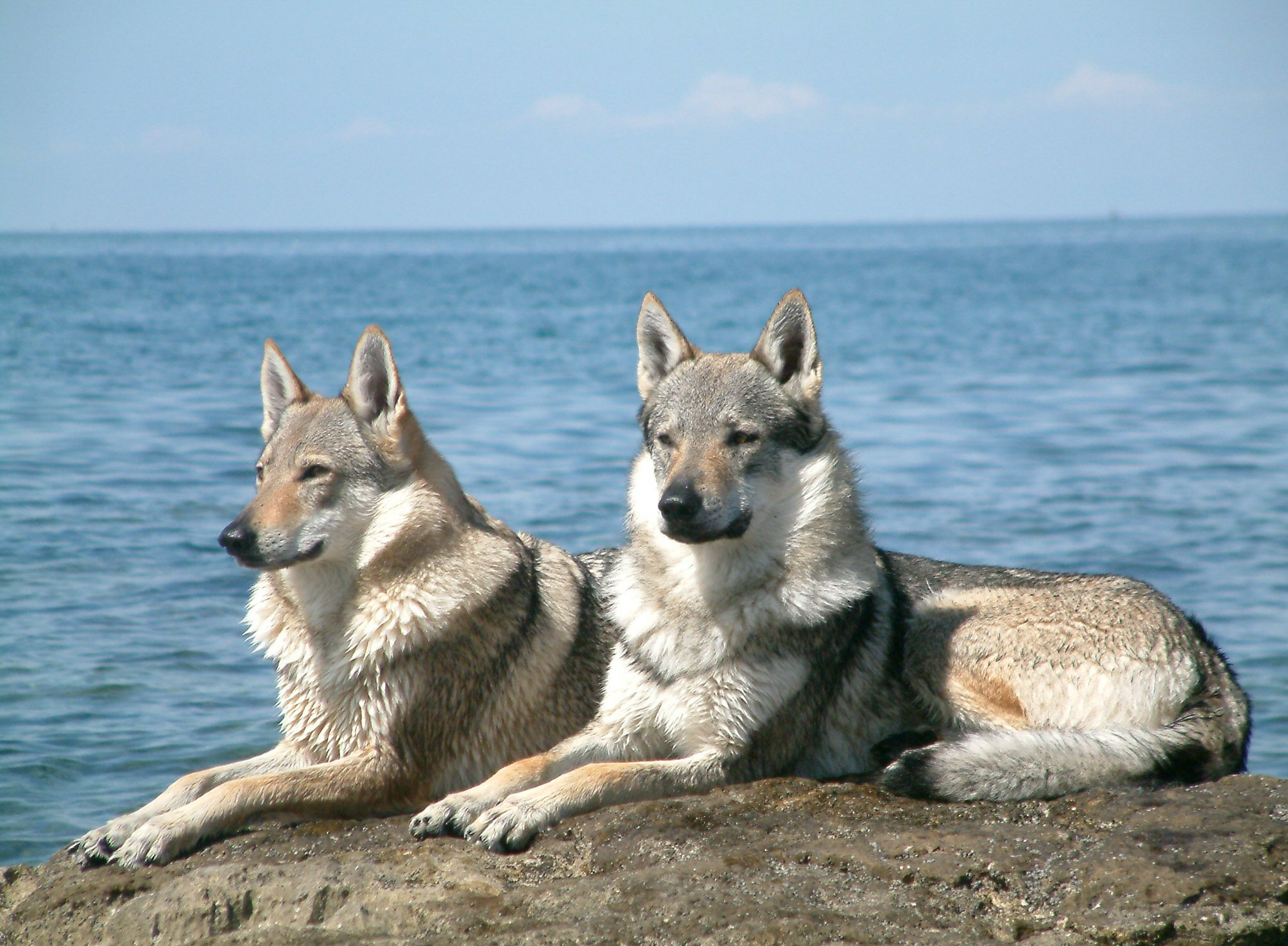
Пара влчаков

Чехословацкий влчак больше универсальная, нежели специализированная, собака, быстрая, живая, очень активная, мужественная. Чехословацкий влчак вступает в прочные социальные связи, причём не только с хозяином, но и со всеми членами семьи. Он может легко ужиться с другими домашними животными в семье, однако во взаимоотношениях с незнакомыми животными могут возникнуть трудности. Очень важно в самом юном возрасте подчинить себе охотничью страсть влчака, иначе во взрослом возрасте собака может проявлять агрессивность по отношению к более мелким животным. Щенков никогда нельзя запирать в вольере, они должны пройти социализацию и приспособиться к окружающей обстановке. Суки чехословацкого влчака, как правило, более управляемы, но животные обоих полов в юности ведут себя очень бурно.
Чехословацкие волчьи собаки очень игривы и темпераментны. Легко обучаются, однако поведение их строго целенаправленно, и для тренировки собаки нужно найти сильную мотивацию. Наиболее частой причиной неудач бывает усталость собаки от бесполезных повторений одного и того же упражнения, когда мотивация теряется. Собаки имеют замечательное чутье и очень хороши в преследовании по запаху. Они очень независимы и могут слаженно работать в стае для достижения общей цели. При необходимости легко могут работать ночью.
При дрессировке влчаков могут возникнуть проблемы с командами, требующими подачи голоса. Лай не является естественным для этих собак, они пользуются гораздо более широким диапазоном средств самовыражения и общения с себе подобными и хозяином (главным образом используется язык тела, но также и тихие звуки, такие как рычание, хрюканье, поскуливание). Как правило, обучение чехословацкой волчьей собаки до достижения стабильного и надежного результата требует больше практических знаний и большего понимания, ввиду  восприимчивости и темперамента.